# Озерная (река, Онекотан)
Озерная — река в России на острове Онекотан, входящем в состав северной группы Большой гряды Курильских островов. Река протекает в северо-западной части острова, впадает в Охотское море. Длина Озерной — 9 км.
Озёрная является одной из самых крупных рек острова Онекотан, протекает в южной части кальдеры вулкана Немо. В нижней части река проходит по дну кальдеры, представляющую собой широкую болотистую долину. Река характеризуется извилистостью, низкими скоростями течения, песчано-туфо-илистыми донными отложениями. Ширина реки в низовьях 5-14 м, в средней части 3-10 м. В средней части река пересекает озеро длиной около 0,5 км, выше которого русло разветвляется на несколько притоков 1-го и 2-го порядка. Считается, что река Озерная образует высокопродуктивную нерестовую зону.